# Joanna Wojsiat
Joanna Wojsiat (dawniej Podgórska) - doktor nauk biologicznych, autorka publikacji i artykułów naukowych, popularyzatorka nauki.

## Życiorys

### Wykształcenie i kariera
Jest doktorką nauk biologicznych, biochemiczką ze specjalnością neurochemii Instytutu Biologii Doświadczalnej im. M. Nenckiego Polskiej Akademii Nauk w Warszawie. Stopień doktora uzyskała w 2018 roku na podstawie pracy pt. „Odpowiedź na stres oksydacyjny w limfocytach i fibroblastach pacjentów z chorobą Alzheimera: rola szlaku sygnałowego p53-p21”
Absolwentka studiów podyplomowych Uniwersytetu SWPS w Warszawie na kierunku Psychosomatyka i Somatopsychologia, gdzie jest także wykładowczynią akademicką. Ukończyła także studia podyplomowe na kierunku Prowadzenie i Monitorowanie Badań Klinicznych Akademii Leona Koźmińskiego w Warszawie. Jest również absolwentką Akademii Wychowania Fizycznego Józefa Piłsudskiego w Warszawie na kierunku Żywienie i Wspomaganie Dietetyczne w Sporcie.
Autorka publikacji, artykułów naukowych i edukacyjnych dotyczących m.in. neurobiologii, niepłodności i biochemii chorób neurodegeneracyjnych takich jak choroba Alzheimera. Edukuje i dzieli się wiedzą, opowiada o nowościach ze świata nauki na temat dietetyki, suplementacji, psychosomatyki i zdrowia psychicznego.
W 2021 roku wraz z Kingą Rajchel i Zofią Winczewską, stworzyła ebooka o tematyce zdrowia psychicznego „Twoja głowa w twoich rękach”.
W październiku 2023 roku, miała premierę jej książka „Tak działa mózg. Jak mądrze dbać o jego funkcjonowanie”. Książka stała się bestsellerem, rozchodząc się w liczbie ponad 100 tys. egzemplarzy.
Jest członkinią Rady Naukowej Polskiego Towarzystwa Psychodelicznego, zajmującego się popularyzowaniem i wspieraniem badań nad substancjami psychodelicznymi. Należy do Rady Eksperckiej Fundacji Małgosi Braunek „Bądź” i do Rady fundacji Wise Future University.
Prowadząca podcast Wojsiat Ogólnie w radiu Newonce.

## Książki
- Tak działa mózg. Jak mądrze dbać o jego funkcjonowanie, Warszawa: Wydawnictwo W.A.B., 2023, ISBN 978-83-8319-018-1

## Nagrody
- 2023 - Zwyciężczyni Ofeminin Influence Awards w kategorii „Przyszłość”[14]